# Annali irlandesi
Gli annali irlandesi furono compilati prima o poco dopo la fine dell'Irlanda gaelica nel XVII secolo e comprendono:
- Annali di Boyle
- Annali di Clonmacnoise
- Annali del Connacht
- Annali dei Quattro Maestri
- Annali di Inisfallen
- Annali di Lough Cé
- Annali di Tigernach
- Cronaca degli scoti
- Annali dell'Ulster
- Libro di Mac Carthaigh
- Lebor Gabála Érenn
- Annali frammentari d'Irlanda
- Cronaca d'Irlanda
- Leabhar Bhaile an Mhóta
- Lebor Glinne Dá Loch
- Lebor Leacáin
- Lebor na Cert
- Lebor na hUidre
- Leabhar Leacáin
- Leabhar Uí Dhubhagáin
- Annali dell'isola dei santi (perduti)
- Annali di Maolconary (perduti)
- Libro di Canu (perduti)
- Libro dei monaci (perduti)
- Leabhar Airis Cloinne Fir Bhisigh (perduti)
- Leabhar Airisen (perduti)
- Leabhar Airisen Ghiolla Iosa Mhec Fhirbhisigh (perduti)
- Sincronismi di Flann Mainstreach (perduti)